# 130078 Taschner
130078 Taschner è un asteroide della fascia principale. Scoperto nel 1999, presenta un'orbita caratterizzata da un semiasse maggiore pari a 2,5215114 UA e da un'eccentricità di 0,1948543, inclinata di 9,37048° rispetto all'eclittica.